# SN 1999A
SN 1999A – supernowa typu II odkryta 10 stycznia 1999 roku w galaktyce NGC 5874. W momencie odkrycia miała maksymalną jasność 18,30m.